# Juan Epitié
Juan Epitié Dyowe (Manresa, 12 ottobre 1976) è un ex calciatore spagnolo naturalizzato equatoguineano, di ruolo attaccante.

## Carriera

### Club
Ha sempre giocato in Spagna dalla seconda alla settima serie del campionato, tranne una parentesi nella massima serie israeliana con l'Ashdod e nella seconda serie statunitense con il California Victory.

### Nazionale
Ha esordito con la nazionale equatoguineana nel 2007, giocando 10 partite fino all'anno successivo.